# (1705) Tapio
(1705) Tapio est un astéroïde de la ceinture principale.

## Description
(1705) Tapio est un astéroïde de la ceinture principale. Il fut découvert le 26 septembre 1941 à Turku par Liisi Oterma. Il présente une orbite caractérisée par un demi-grand axe de 2,30 UA, une excentricité de 0,25 et une inclinaison de 7,7° par rapport à l'écliptique.

## Nom
Cet Astéroïde porte le nom de Tapio, qui est l'esprit gardien de la forêt, dans l'épopée nationale finlandaise le Kalevala. Tapio est aussi un nom de garçon commun en Finlande.

## Compléments